# تاج‌گذاری‌ها در لهستان

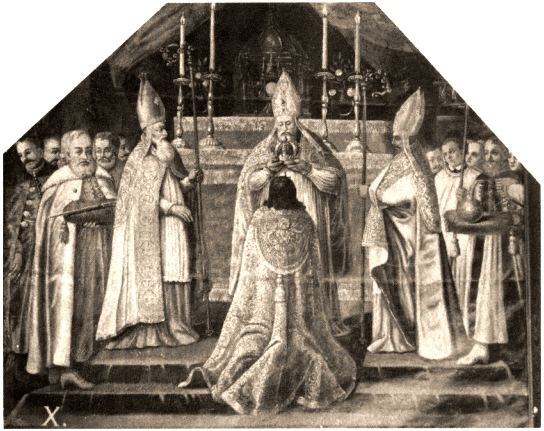
تاج‌گذاری ژان دوم کازیمیر واسا

تاج‌گذاری‌های سلطنتی در لهستان در ۱۰۲۵ میلادی آغاز شدند و تا سال ۱۷۶۴ که آخرین شاه لهستان مستقل، استانیسواو آگوست پونیاتوفسکی، بر تخت نشست، ادامه یافت. اکثر تاجگذاری‌ها در کلیسای جامع واول واقع در کراکوف انجام شد؛ اگرچه، تعدادی نیز در پوزنان و کلیسای جامع گنیزنو برگزار گردید.
اگرچه، بسیاری از جواهرات سلطنتی مربوط به تاج‌گذاری‌ها توسط شاه فریدریش ویلهلم سوم در جریان تجزیه سوم لهستان غارت و به پروس برده شدند، هنوز تعدادی از آنها در موزه ملی در ورشو نگهداری می‌شوند.